# 23199 Бездек
23199 Бездек (23199 Bezdek) — астероїд головного поясу, відкритий 3 вересня 2000 року.
Тіссеранів параметр щодо Юпітера — 3,229.